# Besleria gibbosa
Besleria gibbosa là một loài thực vật có hoa trong họ Tai voi. Loài này được (Poepp.) Hanst. mô tả khoa học đầu tiên năm 1864.